# Ernst Ellberg

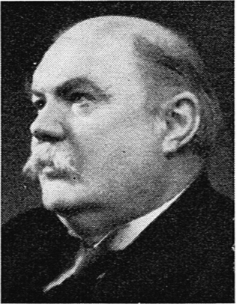
Ernst Ellberg

Ernst Henrik Ellberg (Söderhamn, 11 december 1868 - Stockholm, 14 juni 1948) was een Zweeds componist.

## Levensloop
Ellberg studeerde aan het conservatorium van Stockholm compositie bij Joseph Dente en viool bij J. Lindberg. Van 1887 tot 1905 was hij altviolist in het Koninklijk orkest en correpetitor bij het ballet van de Koninklijke opera van Stockholm. Vanaf 1912 was hij lid van de Koninklijke Muziekacademie. Vanaf 1921 had hij ook zitting in het bestuur daarvan. Van 1904 tot 1933 doceerde hij aan het Stockholms conservatorium als opvolger van Dente in compositie. Ook onderwees hij in de vakken contrapunt en orkestratie. Tot zijn leerlingen behoorden onder anderen Lars-Erik Larsson, Dag Wirén, Oskar Lindberg, Hilding Rosenberg, Gunnar de Frumerie en Algot Haquinius (1886–1966).
Als componist debuteerde Ellberg in 1890 met een strijkkwartet. Naast diverse kamermuziekwerken schreef hij een symfonie, twee balletten en een opera. Ook zijn liederen voor mannenkoor van zijn hand verschenen.

## Composities
- Strijkkwartet Es-majeur, 1890
- Introductie & Fuga voor strijkorkest, 1891
- Ouvertue in f-mineur, 1892
- Strijkkwintet, 1895
- Symfonie in D-majeur, 1896
- En sommaridyll, ballet, 1899
- Askungen, ballet, 1907
- Rassa, opera, 1947